# Sainte-Marie-Outre-l'Eau
Pour les articles homonymes, voir Sainte-Marie.
Sainte-Marie-Outre-l'Eau est une commune française, située dans le département du Calvados en région Normandie, peuplée de 128 habitants.

## Géographie

### Localisation
La commune est au nord-ouest du Bocage virois, formant une excroissance du Calvados dans le département de la Manche. Son petit bourg est à moins d'1 km à l'est de Pont-Farcy.
| Tessy-Bocage (comm. dél. de Pont-Farcy, Manche) | Tessy-Bocage (comm. dél. de Pont-Farcy, Manche) | Tessy-Bocage (comm. dél. de Pont-Farcy, Manche) |
| Tessy-Bocage (comm. dél. de Pont-Farcy, Manche) | Sainte-Marie-Outre-l'Eau                        | Pont-Bellanger                                  |
| Saint-Vigor-des-Monts (Manche)                  | Saint-Vigor-des-Monts (Manche)                  | Landelles-et-Coupigny                           |

### Géologie et relief
Le point culminant (192/194 m) se situe sur les monts de Mérol, en limite de Landelles-et-Coupigny au sud-est. Le point le plus bas (46 m) correspond à la sortie de la Vire du territoire, au nord. La commune est bocagère et est classée dans l'atlas des paysages de la Basse-Normandie dans les paysages de la vallée de la Vire, « variés mais déterminés par un encaissement profond du cours d'eau ».

### Lieux-dits
Les principaux lieux-dits sont, du nord-ouest à l'ouest, dans le sens horaire, le Bois Tostain, la Chesnaie, l'Archette, le Bourg, la Cour du Château, le Petit Château, la Quérullière, le Maizeray, le Mesnil Sauvage, la Roque, les Hauts Vents, la Carrière, la Crière, la Vauterie, Bion, la Rairie, la Chaslière, la Plissonnière, le Costil, Cauquefourque, la Thorinière de Haut, la Thorinière de Bas, la Fosse, le Bosquet, la Noette et la Masurie.

### Hydrographie
La commune est située dans le bassin Seine-Normandie. Elle est drainée par la Vire, la Drome, la Gouvette, le ruisseau de la Fontaine Saint-Martin et le ruisseau de Cauquefourque,,.
La Vire, d'une longueur de 128 km, prend sa source dans la commune de Vire Normandie et se jette  dans la baie de Seine en limite d'Osmanville et de Carentan-les-Marais, après avoir traversé 27 communes. 
La Drôme, d'une longueur de 17 km, prend sa source dans la commune de Beslon et se jette  dans la Vire à Tessy-Bocage, après avoir traversé huit communes. 

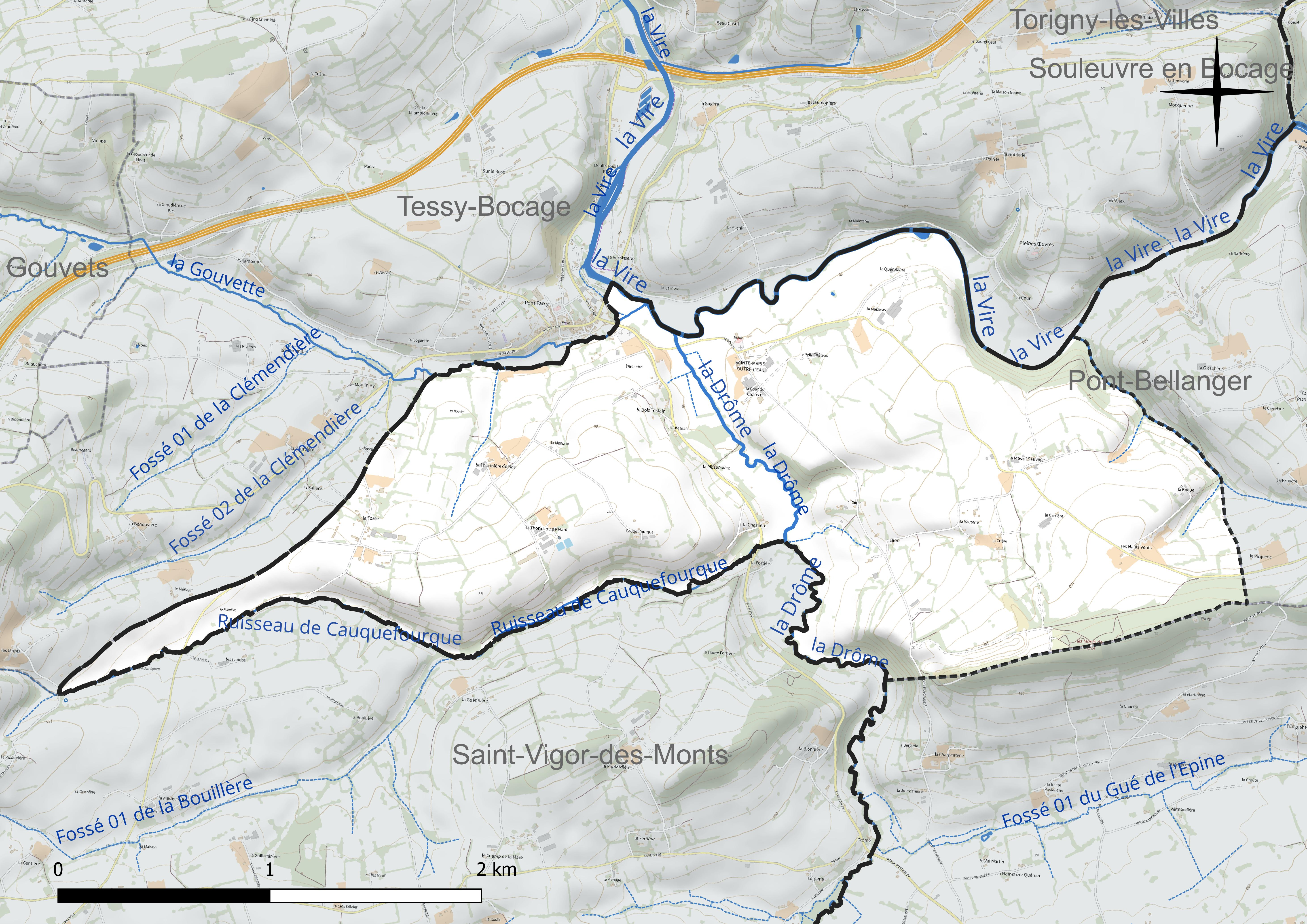
Réseau hydrographique de Sainte-Marie-Outre-l'Eau.

### Climat
Pour des articles plus généraux, voir Climat de la Normandie et Climat du Calvados.
En 2010, le climat de la commune est de type climat océanique franc, selon une étude du CNRS s'appuyant sur une série de données couvrant la période 1971-2000. En 2020, Météo-France publie une typologie des climats de la France métropolitaine dans laquelle la commune est exposée à un climat océanique et est dans la région climatique  Normandie (Cotentin, Orne), caractérisée par une pluviométrie relativement élevée (850 mm/a) et un été frais (15,5 °C) et venté. Parallèlement le GIEC normand, un groupe régional d'experts sur le climat, différencie quant à lui, dans une étude de 2020, trois grands types de climats pour la région Normandie, nuancés à une échelle plus fine par les facteurs géographiques locaux. La commune est, selon ce zonage, exposée à un « climat contrasté des collines », correspondant au Bocage normand, bien arrosé, voire très arrosé sur les reliefs les plus exposés au flux d'ouest, et frais en raison de l'altitude.
Pour la période 1971-2000, la température annuelle moyenne est de 10,6 °C, avec  une amplitude thermique annuelle de 12,4 °C. Le cumul annuel moyen de précipitations est de 891 mm, avec 14,1 jours de précipitations en janvier et 8,5 jours en juillet. Pour la période 1991-2020, la température moyenne annuelle observée sur la station météorologique la plus proche, située sur la commune de Noues de Sienne à 11 km à vol d'oiseau, est de 10,7 °C et le cumul annuel moyen de précipitations est de 1 270,5 mm,. Pour l'avenir, les paramètres climatiques de la commune estimés pour 2050 selon différents scénarios d'émission de gaz à effet de serre sont consultables sur un site dédié publié par Météo-France en novembre 2022.

## Urbanisme

### Typologie
Au 1er janvier 2024, Sainte-Marie-Outre-l'Eau est catégorisée commune rurale à habitat très dispersé, selon la nouvelle grille communale de densité à 7 niveaux définie par l'Insee en 2022.
Elle est située hors unité urbaine. Par ailleurs, la commune fait partie de l'aire d'attraction de Vire Normandie, dont elle est une commune de la couronne,. Cette aire, qui regroupe 20 communes, est catégorisée dans les aires de moins de 50 000 habitants,.

### Occupation des sols
L'occupation des sols de la commune, telle qu'elle ressort de la base de données européenne d'occupation biophysique des sols Corine Land Cover (CLC), est marquée par l'importance des territoires agricoles (94,6 % en 2018), une proportion identique à celle de 1990 (94,6 %). La répartition détaillée en 2018 est la suivante : 
prairies (50,6 %), terres arables (40,5 %), forêts (5 %), zones agricoles hétérogènes (3,5 %), zones urbanisées (0,4 %). L'évolution de l'occupation des sols de la commune et de ses infrastructures peut être observée sur les différentes représentations cartographiques du territoire : la carte de Cassini (XVIIIe siècle), la carte d'état-major (1820-1866) et les cartes ou photos aériennes de l'IGN pour la période actuelle (1950 à aujourd'hui).

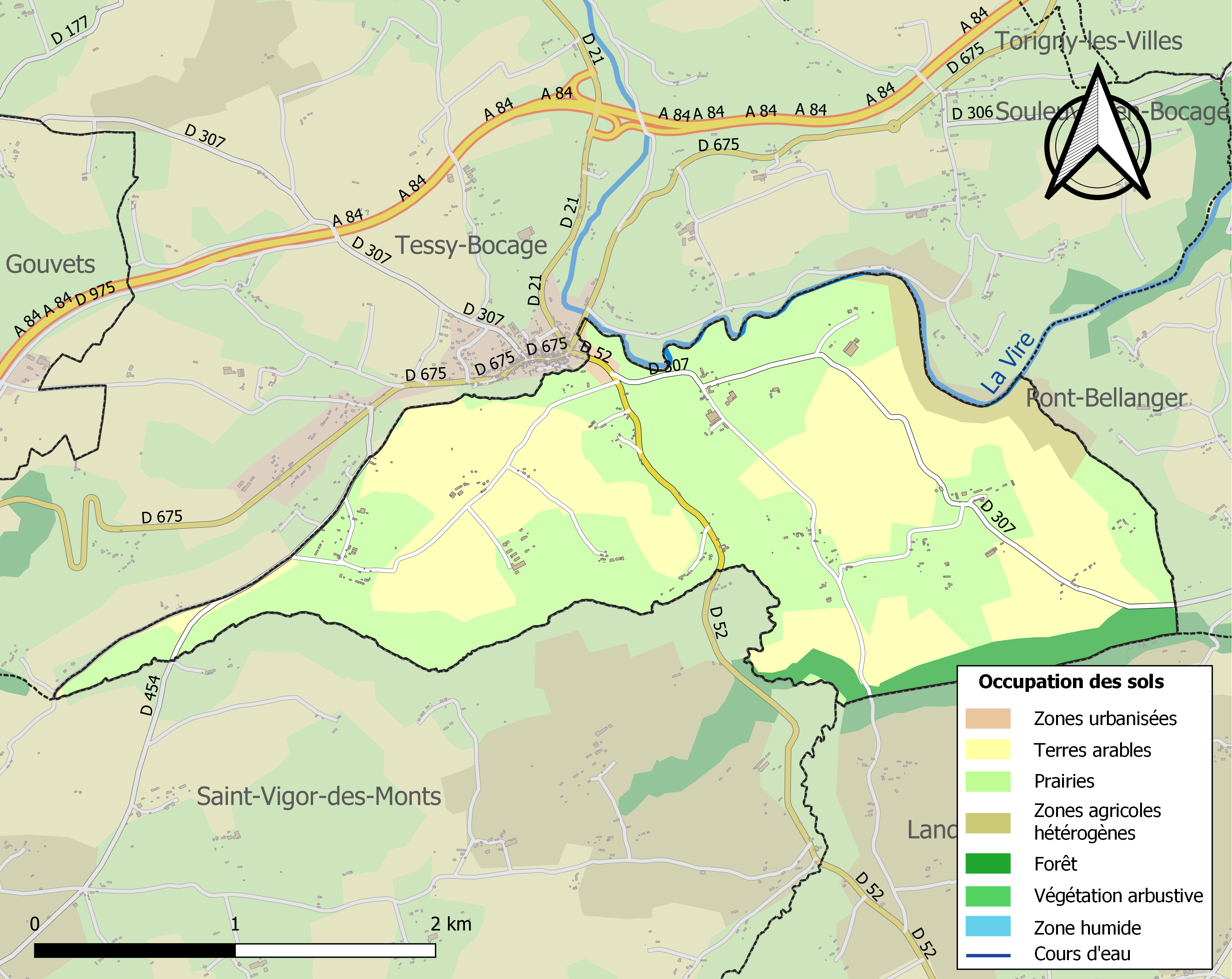
Carte des infrastructures et de l'occupation des sols de la commune en 2018 (CLC).

### Voies de communication et transports
La route départementale no 307, venant de Pont-Bellanger à l'est, rejoint la D 52 Vire-Pont-Farcy avant l'entrée du bourg de Pont-Farcy au nord-ouest. La D 52 permet de rallier l'entrée 39 de l'A84 à 2 km au nord. La D 306 (D 554 dans la Manche limitrophe), qui relie Pont-Farcy à Montbray, longe puis traverse l'ouest du territoire.

## Toponymie
Le nom de la localité est attesté sous la forme S. Maria ultra aquam en 1278.
La paroisse est dédiée à la Vierge Marie. L'Eau désignerait la Vire, Pour Outre-l'Eau, la référence ne serait pas le proche bourg de Pont-Farcy qui n'est séparé que par la Cunes et la Gouvette, les deux bourgs étant sur la rive gauche du fleuve côtier.
Le gentilé est Outrelais.

## Histoire
La paroisse serait le berceau des Sainte-Marie d'Agneaux qui descendraient de Michel, seigneur de Sainte-Marie-Outre-l'Eau en 1393.[pas clair]

## Politique et administration

### Tendances politiques et résultats
Candidats ou listes ayant obtenu plus 5 % des suffrages exprimés lors des dernières élections politiquement significatives :
- Européennes 2014[27] (55,84 % de votants) : FN (Marine Le Pen) 43,59 %, UMP (Jérôme Lavrilleux) 38,46 %, UDI - MoDem (Dominique Riquet) 12,82 %.
- Législatives 2012[28] :
  - 1er tour (71,62 % de votants) : Jean-Yves Cousin (UMP) 64,00 %, Alain Tourret (PRG) 16,00 %, Marie-Françoise Lebœuf (FN) 12,00 %.
  - 2e tour (71,62 % de votants) : Jean-Yves Cousin (UMP) 76,00 %, Alain Tourret (PRG) 24,00 %.
- Présidentielle 2012[29] :
  - 1er tour (85,14 % de votants) : Nicolas Sarkozy (UMP) 47,62 %, Marine Le Pen (FN) 23,81 %, François Bayrou (MoDem) 11,11 %, François Hollande (PS) 9,52 %.
  - 2e tour (85,14 % de votants) : Nicolas Sarkozy (UMP) 77,97 %, François Hollande (PS) 22,03 %.

### Administration municipale
| Période                                  | Période   | Identité          | Étiquette | Qualité                   |
| ---------------------------------------- | --------- | ----------------- | --------- | ------------------------- |
| ?                                        | 1983      | Georges Gilles    |           |                           |
|                                          |           |                   |           |                           |
| juin 1995                                | mars 2014 | Joël Gilles       | SE        | Agriculteur               |
| mars 2014                                | En cours  | Catherine Garnier | SE        | Restauratrice de peinture |
| Les données manquantes sont à compléter. |           |                   |           |                           |

Le conseil municipal est composé de dix membres (pour onze sièges) dont le maire et deux adjoints.

## Démographie
L'évolution du nombre d'habitants est connue à travers les recensements de la population effectués dans la commune depuis 1793. Pour les communes de moins de 10 000 habitants, une enquête de recensement portant sur toute la population est réalisée tous les cinq ans, les populations de référence des années intermédiaires étant quant à elles estimées par interpolation ou extrapolation. Pour la commune, le premier recensement exhaustif entrant dans le cadre du nouveau dispositif a été réalisé en 2004.
En 2022, la commune comptait 128 habitants, en évolution de +4,92 % par rapport à 2016 (Calvados : +1,58 %, France hors Mayotte : +2,11 %).
Au premier recensement républicain, en 1793, Sainte-Marie-Outre-l'Eau comptait 423 habitants, population jamais atteinte depuis.
| 1793 | 1800 | 1806 | 1821 | 1831 | 1836 | 1841 | 1846 | 1851 |
| ---- | ---- | ---- | ---- | ---- | ---- | ---- | ---- | ---- |
| 423  | 395  | 396  | 350  | 414  | 299  | 316  | 322  | 313  |

| 1856 | 1861 | 1866 | 1872 | 1876 | 1881 | 1886 | 1891 | 1896 |
| ---- | ---- | ---- | ---- | ---- | ---- | ---- | ---- | ---- |
| 298  | 310  | 317  | 316  | 302  | 291  | 274  | 280  | 268  |

| 1901 | 1906 | 1911 | 1921 | 1926 | 1931 | 1936 | 1946 | 1954 |
| ---- | ---- | ---- | ---- | ---- | ---- | ---- | ---- | ---- |
| 257  | 217  | 217  | 186  | 208  | 240  | 242  | 243  | 213  |

| 1962 | 1968 | 1975 | 1982 | 1990 | 1999 | 2004 | 2006 | 2009 |
| ---- | ---- | ---- | ---- | ---- | ---- | ---- | ---- | ---- |
| 242  | 224  | 149  | 119  | 106  | 81   | 90   | 93   | 81   |

| 2014 | 2019 | 2022 | - | - | - | - | - | - |
| ---- | ---- | ---- | - | - | - | - | - | - |
| 114  | 124  | 128  | - | - | - | - | - | - |

### Manifestations culturelles et festivités
La grotte de Bion (une des nombreuses répliques de celle de Lourdes) fait l'objet d'un pèlerinage marial le 15 août.

## Culture locale et patrimoine

### Lieux et monuments
- L'église Notre-Dame (XVIIIe siècle) abritant deux bas-reliefs (l'Annonciation et l'Adoration des mages) du XIVe ou du XVe siècle classés à titre d'objets aux Monuments historiques[38]. Le maître-autel, un tabernacle, un retable, un groupe sculpté, une statue en pierre (sainte Barbe et sa tour), trois statues en bois (sainte Marie-Madeleine, saint Roch et saint Clair) et une toile de François de la Vente sont également classés[39].
- Une croix de cimetière du XVIIe siècle, devant l'église, inscrite aux Monuments historiques[40].
- Le calvaire (croix de chemin) du Mesnil-Sauvage (XVIIe siècle) inscrit aux Monuments historiques[41].
- La grotte de Bion, construite en 1932 à côté d'une statue de Notre-Dame des Bons Souvenirs[42], attire de nombreux touristes et pèlerins bas-normands.
- Point de vue sur les gorges de la Vire.

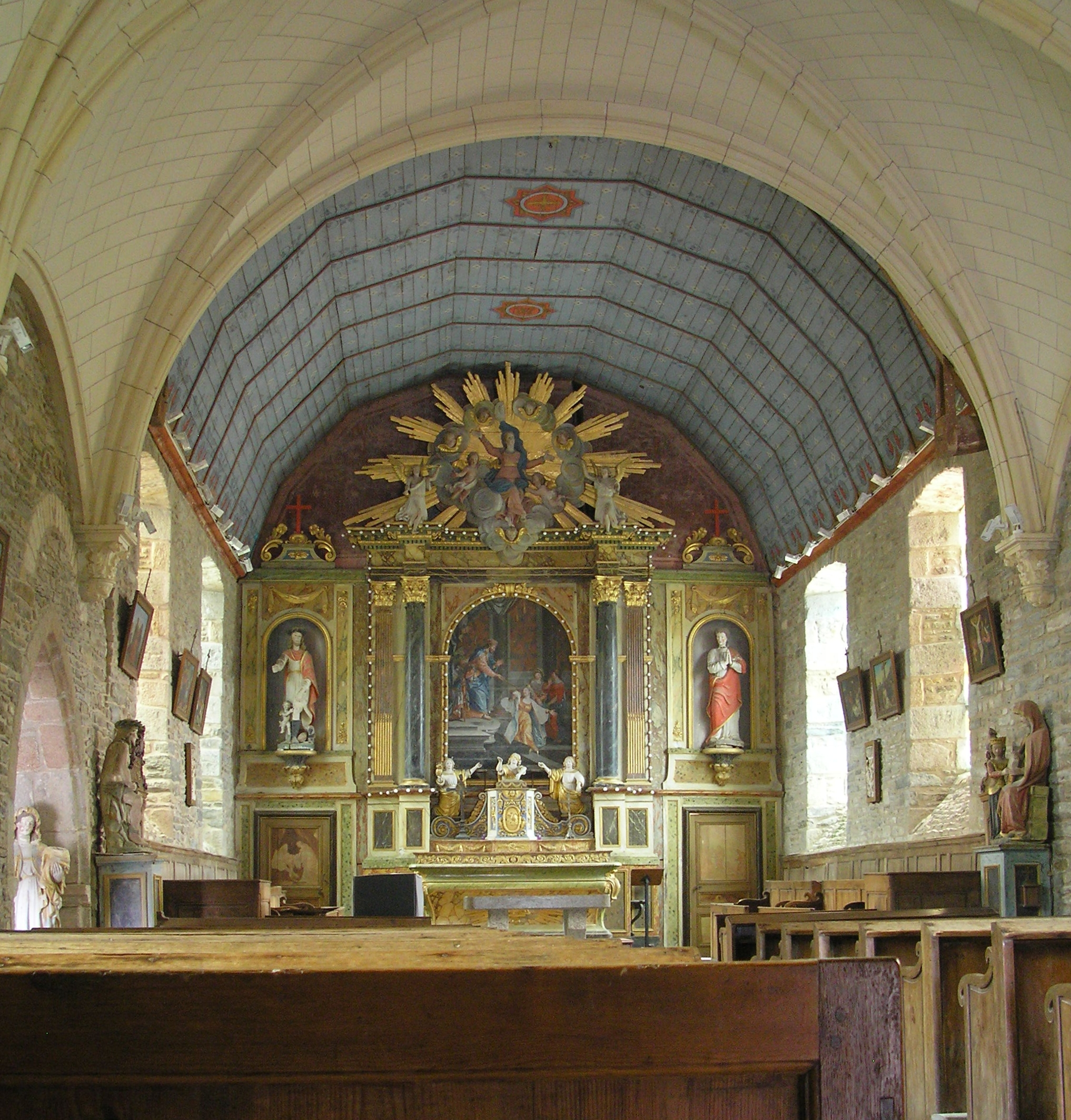
Le chœur de l'église Notre-Dame et son retable.
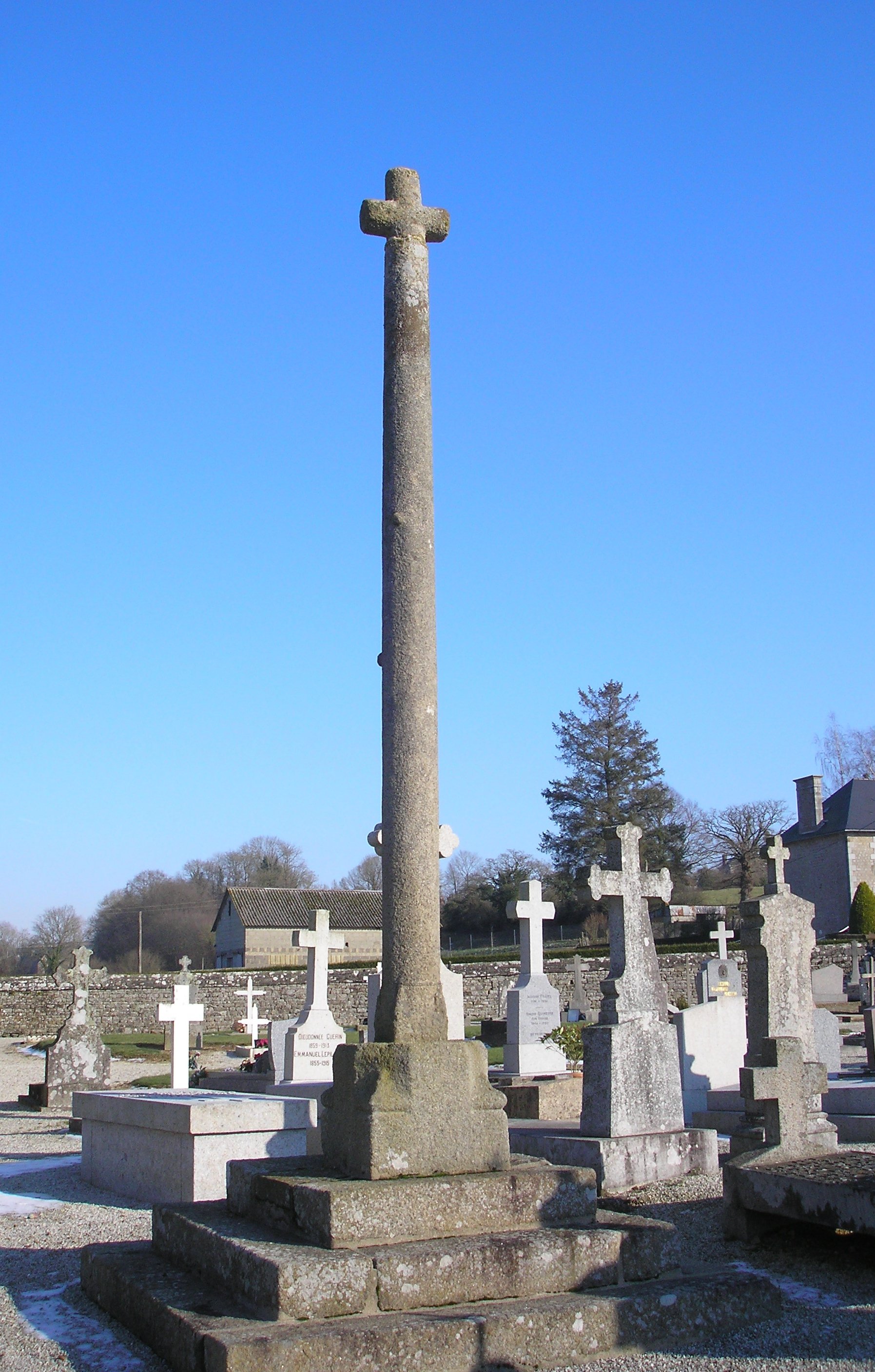
La croix du cimetière.
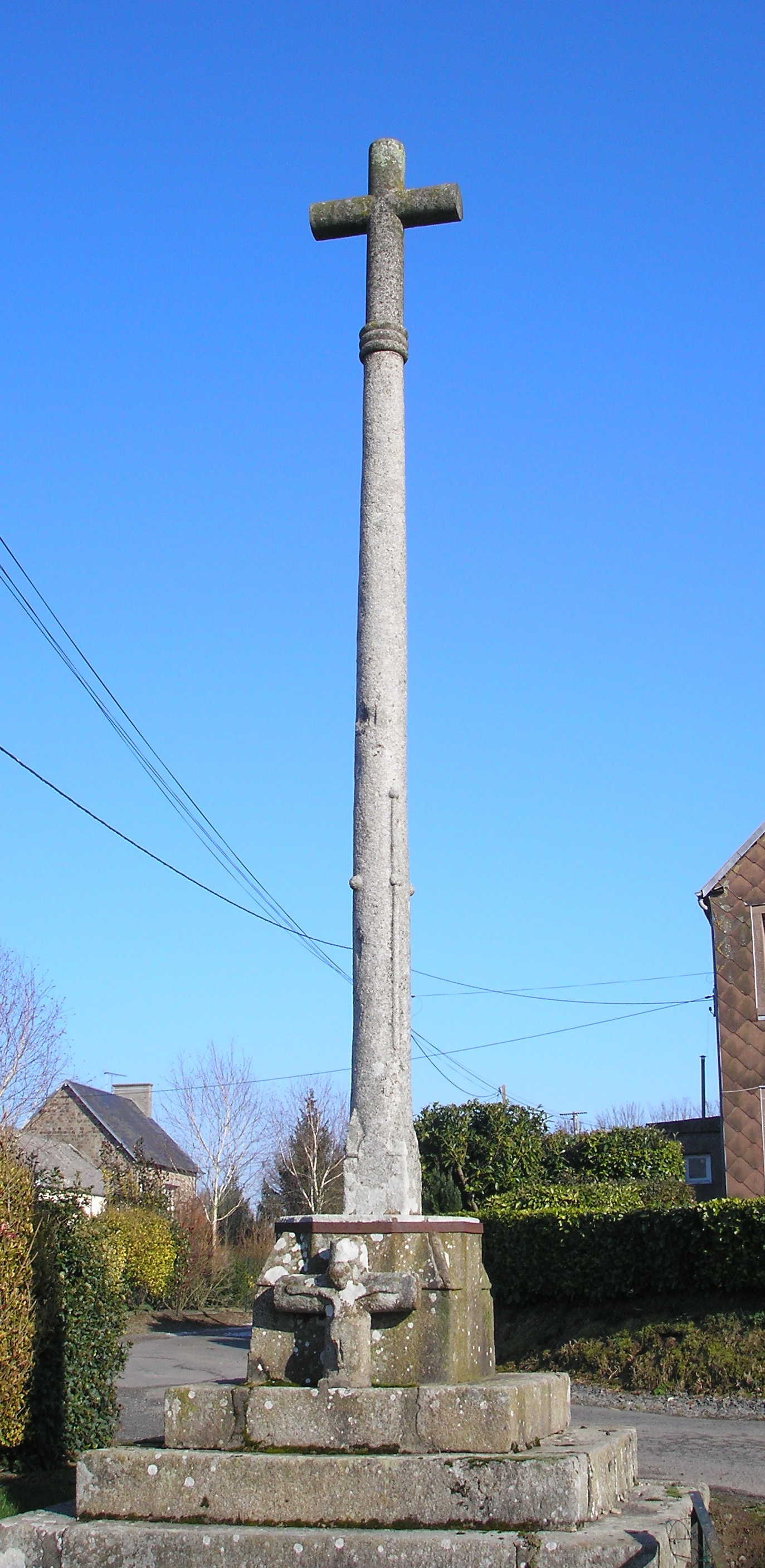
La croix du Mesnil-Sauvage.
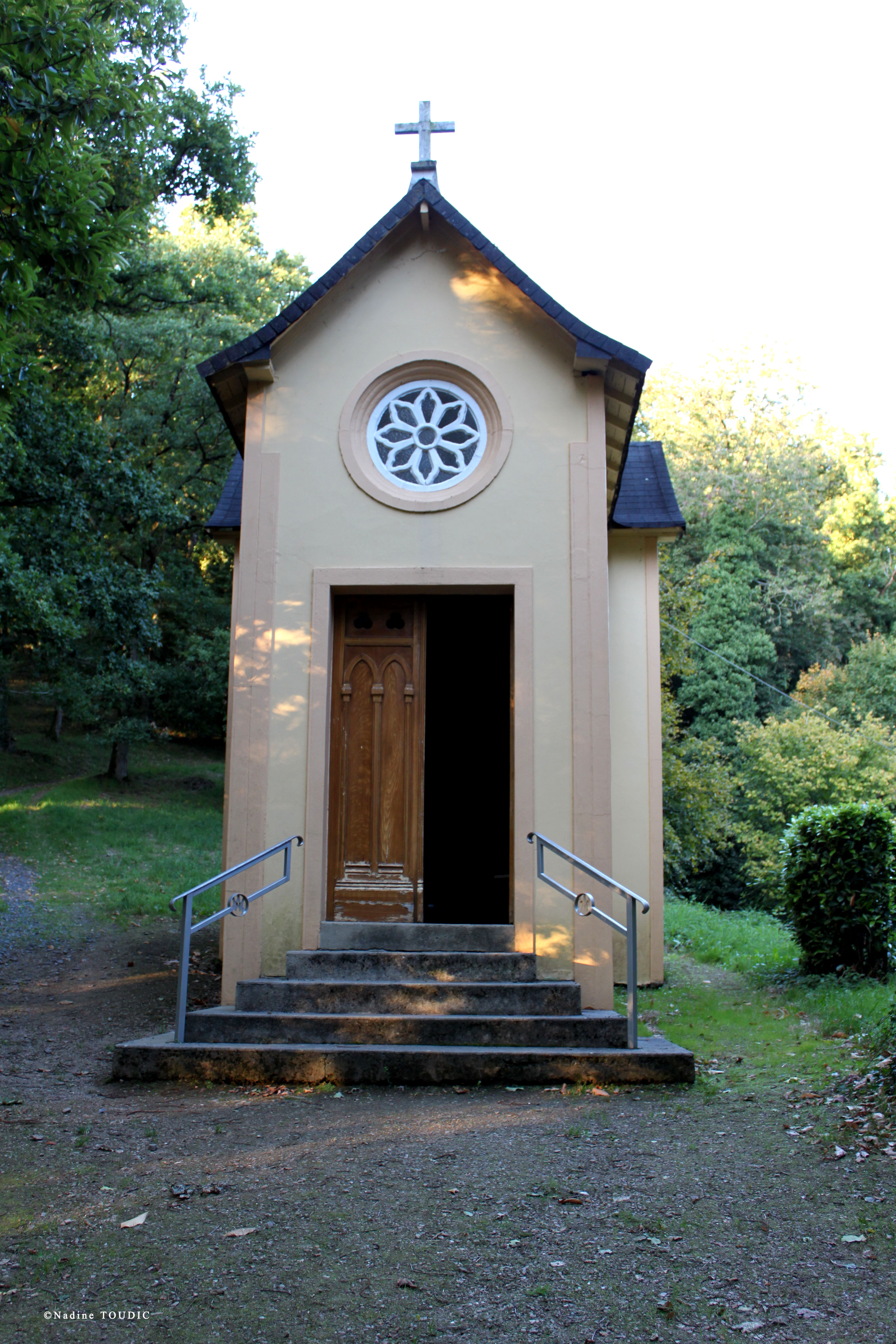
La chapelle à proximité de la grotte de Bion.
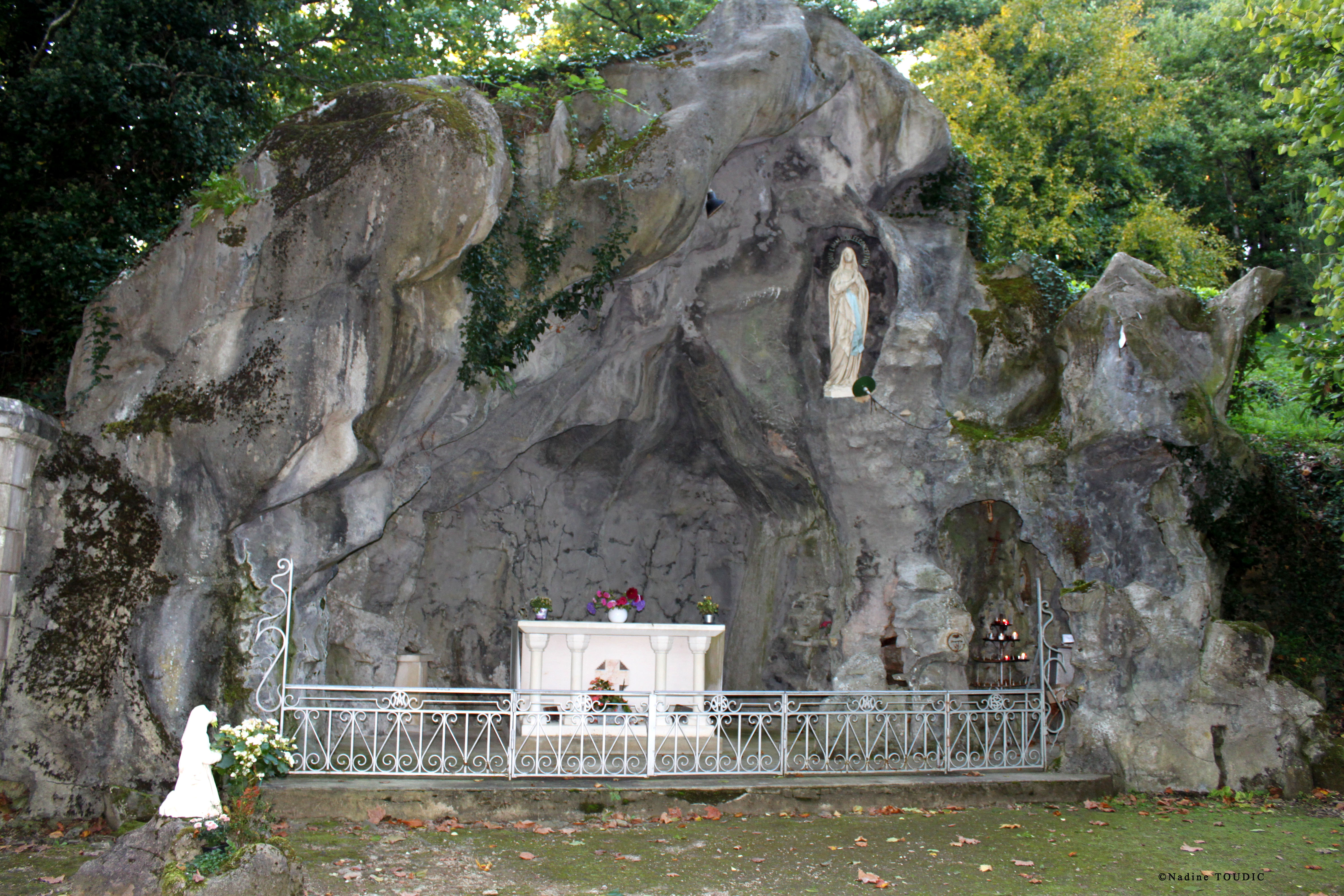
La grotte de Bion.

### Héraldique
| Blason de Sainte-Marie-Outre-l'Eau | Blason  | Écartelé : aux 1er et 4e d'or à la rose de gueules, aux 2e et 3e d'azur au dauphin d'argent. |
| Blason de Sainte-Marie-Outre-l'Eau | Détails |                                                                                              |